# بیل پترسون
بیل پترسون (به انگلیسی: Bill Paterson) (زاده ۳ ژوئن ۱۹۴۵) بازیگر اسکاتلندی است.
از فیلم‌های معروف او می‌توان به بازی در فیلم آسایش و خوشی، خانم پاتر، بازگشت سه تفنگدار، افسانه‌های واهی، هدف از زیبایی، چیزهای روشن جوان و ماجراهای بارون مایچوزن اشاره کرد.